# Phút
Trong khoa đo lường, một phút (viết tắt là min theo Hệ đo lường quốc tế (SI) hoặc là ph trong tiếng Việt, còn có ký hiệu là ') là một khoảng thời gian bằng 60 giây, hoặc bằng 1/60 giờ. Trong hệ đo lường quốc tế, phút là đơn vị đo được suy ra từ đơn vị cơ bản giây theo định nghĩa trên.
Trong toán học, phút còn là đơn vị đo góc, bằng 1/60 của độ và 60 lần giây.